# Juan Gregorio de Las Heras
Juan Gregorio de Las Heras, argentinski general, * 11. julij 1780, Buenos Aires, † 1866, Santiago de Chile (Čile).